# Hello, Again ～在以前的某處～
《Hello, Again ～在以前的某處～》（日語：Hello, Again 〜昔からある場所〜），是日本樂團MY LITTLE LOVER的第3張單曲。1995年8月21日發行。是MY LITTLE LOVER迄今銷量最高的單曲和代表作之一。

## 簡介
在前作《白色風箏》約一個月之後即發行此單曲，是同年年底音樂製作人小林武史正式加入樂團之前，akko和藤井謙二的二人樂團模式的最後作品。
一開始單曲上標註的作詞人是「KATE」（取「Kenji Akko Takeshi Ensemble」之意），後來歌曲收錄進專輯《evergreen》之後改標準為小林武史單曲作詞。
是同年由瀨戶朝香主演的日本電視台電視劇《不結束的夏天》的主題曲。
歌詞描寫女性對以前戀人的種種回憶、不捨和留戀，但是決意將這些回憶珍藏在心底，向前的心情。主唱akko清澈而細膩的聲音得到很高的評價。
這首歌是MY LITTLE LOVER第一首大熱歌曲，雖然發行首週未能登上Oricon公信榜單曲週榜冠軍，屈居於Mr.Children的《See-Saw Game ～勇敢的戀曲～》於亞軍。但是其受歡迎的程度從單曲的長賣可以看出，到發行的第四週終於成為Oricon冠軍，並蟬聯兩週。
總銷量高達184.9萬張，是1995年度日本單曲銷量第6位，日本歷代單曲銷量第32位。也是MY LITTLE LOVER第一張百萬銷量單曲，迄今銷量最高的單曲。這首歌也成為一首經典的情歌。
2010年，女歌手JUJU曾翻唱這首歌，再次掀起一陣風潮。

## 收錄曲目
1. Hello, Again ～在以前的某處～（Hello, Again 〜昔からある場所〜）
作詞：小林武史；作曲：藤井謙二 & 小林武史；編曲：小林武史 & MY LITTLE LOVER
日本電視系電視劇《不結束的夏天》的主題曲
2. Delicacy
作詞、作曲：小林武史；編曲：小林武史 & MY LITTLE LOVER
3. Hello, Again ～在以前的某處～ (instrumental version)

## 翻唱
- 美吉田月 - 2007年（收錄於專輯《pure flavor #1～olor of love～》）
- Mi - 2008年（收錄於專輯《I Love Music～Mi Best Collection～》）
- JUJU - 2010年（參見Hello, Again ～在以前的某處～ (JUJU單曲)）
- 花澤香菜 - 2019年（收錄於專輯《TVアニメ「消滅都市」ユキ(CV:花澤香菜)カバーソングシングル》）

## 外部連結
- 唱片介紹